# Bembidion festinans
Bembidion festinans är en skalbaggsart som beskrevs av Thomas Casey. Bembidion festinans ingår i släktet Bembidion och familjen jordlöpare. Inga underarter finns listade i Catalogue of Life.